# 维勒鲁瓦 (索姆省)
维勒鲁瓦（法語：Villeroy，法語發音：[vilʁwa] ⓘ）是法国上法蘭西大區索姆省的一个市镇，属于阿布维尔区。

## 地理
维勒鲁瓦（49°56'23"N, 1°43'25"E）面积6.02 平方千米，位于法国上法蘭西大區索姆省，该省份为法国北部沿海省份，北起加来海峡省和北部省，西接滨海塞纳省和大西洋英吉利海峡，南至瓦兹省，东临埃纳省。
与维勒鲁瓦接壤的市镇（或旧市镇、城区）包括：瑟里西比勒、富科库尔奥尔内勒、穆夫利耶尔、瓦斯蒙、朗比雷勒、朗比尔、卡讷西耶尔。
维勒鲁瓦的时区为UTC+01:00、UTC+02:00（夏令时）。

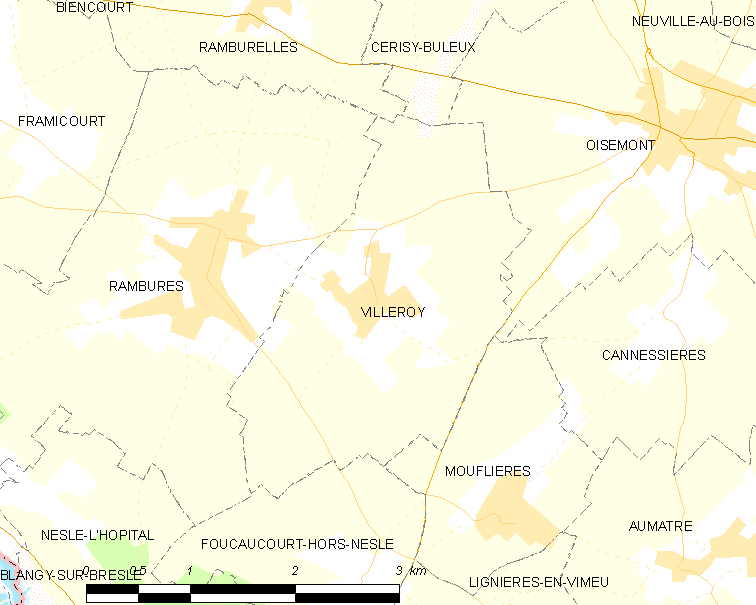
维勒鲁瓦的OSM定位图

## 行政
维勒鲁瓦的邮政编码为80140，INSEE市镇编码为80796。

## 政治
维勒鲁瓦所属的省级选区为皮卡第地区普瓦县。

## 人口

1962-2008年间维勒鲁瓦人口变化图示

维勒鲁瓦于2022年1月1日时的人口数量为175人。